# Шатков, Геннадий Иванович
Геннадий Иванович Шатко́в (27 мая 1932, Ленинград — 14 января 2009, Санкт-Петербург) — советский боксёр-любитель, выступавший в среднем и полутяжёлом весах. Чемпион XVI Олимпийских игр в весовой категории до 75 кг (1956). Двукратный чемпион Европы (1955, 1959). Трёхкратный чемпион СССР (1955, 1956, 1958). Мастер спорта СССР (1954). Заслуженный мастер спорта СССР (1956). Выдающийся боксёр СССР (1956).

## Биография
Родился 27 мая 1932 года в Ленинграде. Боксом начал заниматься, ещё обучаясь в школе — знаменитой Петришуле, в которою поступил сразу после войны, вернувшись из эвакуации в родной город в 1946 году, и окончил её в 1951 году.
В 12 лет пришёл в Ленинградский Дворец пионеров к известному тренеру — Ивану Павловичу Осипову. Чемпион Ленинграда среди подростков.
В 1949 пришёл первый успех — третье место на первенстве СССР среди юношей в Ростове-на-Дону.
В 1951 году окончив школу и набрав 24 балла в пяти вступительных экзаменах, поступил на юридический факультет Ленинградского Государственного Университета. К тому времени Геннадий Шатков уже стал чемпионом Ленинграда среди юношей и взрослых первого среднего веса (67—71 кг). ЛГУ окончил с отличием и поступил в аспирантуру университета.
Последовательно поднимался к чемпионству в СССР: 1953 году — III место, 1954 году — II, 1955 году — I место, завоевал золотой пояс на XI чемпионате Европы в Берлине (1955), где в финале победил экс-чемпиона Европы, шведа Стига Шёлина. Был назначен капитаном в сборной команде СССР.
Член КПСС с 1956 года. В ноябре 1956 году аспирант ЛГУ Геннадий Шатков стал чемпионом XVI Олимпийских игр.
XVI Олимпийские игры проходили в Мельбурне. Это были вторые Олимпийские игры, в которых принимала участие сборная СССР. Тренером сборной команды боксёров был 10-кратный чемпион СССР Сергей Щербаков, недавно оставивший ринг. Геннадий провёл свои поединки тонко и умно, владея всеми средствами защиты и нападения. Мастер высшего класса, он обладал своеобразной, присущей только ему манерой ведения боя, во время которого гипнотизирующая противника медлительность сменялась взрывоподобными встречными контратаками. В финале турнира он победил боксёра из Чили Рамона Тапия и принёс команде СССР третью золотую медаль и первое командное место в неофициальном зачёте.
Следующий 1957 год был не совсем удачным. На чемпионате СССР Геннадий уступил в финале Аскольду Лясоте, а на чемпионате Европы в Праге дошёл только до 1/4 финала. Но в 1958 году Шатков снова становится чемпионом СССР, а на чемпионате Европы в Люцерне (1959) возвращает себе почётный титул, победив в финале поляка Тадеуша Валасека, будущего чемпиона Европы.
На XVII Олимпийских играх неожиданно стало известно, что в команде нет достойного боксёра в полутяжёлой весовой категории, и перед самой Олимпиадой Геннадию поручили набирать вес. По всей видимости, это была одна из редких ошибок Сергея Щербакова — тренера сборной. Вот как вспоминал эти события сам Геннадий Шатков:

С огромным трудом я набрал нужный вес, несколько потеряв при этом спортивную форму. Так что Кассиус Клей (на Олимпиаде Мохаммед Али выступал под этим именем) ещё до боя получил изрядную фору. К тому же мне пришлось менять привычную тактику ведения боя, так как я оказался самым низкорослым среди полутяжеловесов. На Олимпиаде я провёл всего два боя: один выиграл по очкам у люксембуржца Сийена, второй проиграл (тоже по очкам) Кассиусу Клею. 18-летний Клей считался лучшим боксёром американской команды. Высокий, атлетически сложенный, он легко, как бы танцуя, передвигался по рингу. Он был выше ростом и тяжелее меня. Про мой любимый бой на дистанции не могло быть и речи. Поначалу ход встречи складывался для меня не так уж плохо. Правда, моим попыткам войти в ближний бой Клей противопоставил резкие хлёсткие удары с обеих рук. Но при этом он и сам пропустил их немало. В двух раундах — ничья. Но в третьем я почувствовал, что выиграть у великолепно подготовленного полутяжеловеса «потяжелевший» средневес не может. Мои удары не доставали головы соперника. Они приходились по корпусу, на что, как мне казалось, Клей абсолютно не реагировал. Лишь большим усилием воли я заставил себя вести бой в клинче. В итоге судьи признали победителем американского боксёра: 60:57, 60:57, 60:57, 60:58, 59:56.— 
15 ноября 1962 года Геннадий Иванович стал кандидатом юридических наук, а несколько позже — доцентом кафедры «Теория и история государства и права». В 1964 году назначен проректором (по работе с иностранными студентами) Ленинградского государственного университета.
Г. И. Шатков — автор нескольких книг и научных работ. Среди работ: «Большой ринг» (1963), «Жестокие раунды» (1979), «Юный боксёр» (1982).
В рассказе Михаила Веллера «Легенда о стажёре» (сборник «Легенды Невского проспекта») упомянут Геннадий Шатков, по сюжету — проректор по спорту Ленинградского университета.
В 2004 году петербургский режиссёр Александр Слободской снял фильм о Шаткове — «Возвращение Шаткова».
Скончался 14 января 2009 года в Санкт-Петербурге на 77-м году жизни после продолжительной болезни. Похоронен на Смоленском православном кладбище.

## Спортивные достижения
Международные
- Летние Олимпийские игры 1956 1956 года —

- Чемпионат Европы по боксу 1955 года —
- Чемпионат Европы по боксу 1959 года —

Всесоюзные
- I Летняя Спартакиада народов СССР 1956 года —

- Чемпионат СССР по боксу 1953 года —
- Чемпионат СССР по боксу 1954 года —
- Чемпионат СССР по боксу 1955 года —
- Чемпионат СССР по боксу 1953 года —
- Чемпионат СССР по боксу 1954 года —
- Чемпионат СССР по боксу 1956 года —
- Чемпионат СССР по боксу 1957 года —
- Чемпионат СССР по боксу 1958 года —

- Первенство СССР по боксу среди юношей 1949 года —

Региональные
- Чемпионат Ленинграда 1951 года —

### Спортивные звания
- «Выдающийся боксёр СССР» (1956)
- Заслуженный мастер спорта СССР

## Награды
- Орден Ленина (27.04.1957) — «за успехи, достигнутые в деле развития массового физкультурного движения в стране, повышения мастерства советских спортсменов, и успешное выступление на международных соревнованиях»
- Почётный Знак «За заслуги в развитии физической культуры и спорта» (2002)